# The Game (telessérie)
The Game é uma série de televisão americana, spinoff da série de sucesso Girlfriends. Esta nova sitcom revela a vida de três mulheres e das suas relações com jogadores de futebol americano. The Game é transmitida pelo The CW desde Outubro de 2006. Juntamente com Runaway, é uma série que não será herdada pelas redes de televisão anteriores, o The WB e  UPN. A série é exibida no Brasil pelo canal pago Sony Entertainment Television.

## Premissa
Tia Mowry interpreta Melanie Barrett, uma jovem universitária que deixa os seus sonhos de carreira e a aprovação dos pais para trás para ir atrás do namorado Derwin. Apesar de ser empurrada pelos pais e pela prima Joan para continuar a sua educação e tornar-se numa médica, Melanie decide ir para uma faculdade diferente e ajudar o namorado que é pro na NFL e que joga para os San Diego Sabres. Ao assentar-se na nova vida, conhece Tasha, mãe da estrela do Sabers Malik, e Kelly, mulher da estrela do Sabers Jason. Ao tentar vigar nesta nova vida de namorada de uma estrela de futebol, Tasha e Kelly avisam-na imediatamente a manter o olho no namorado e nas caçadoras de dotes que andam atrás de profissionais da NFL.

## Elenco
- Tia Mowry como Melanie Barrett
- Brittany Daniel como Kelly Parker
- Coby Bell como Jason
- Aldis Hodge como Derwin Davis
- Hosea Chanchez como Malik Wright
- Wendy Raquel Robinson como Tasha Wright
- Pooch Hall como Derwin Davis